# Parafia św. Apostoła Jana Teologa w Mostowlanach
Parafia św. Apostoła Jana Teologa – parafia prawosławna w Mostowlanach, w dekanacie Gródek diecezji białostocko-gdańskiej.
Na terenie parafii funkcjonują 2 cerkwie i 1 kaplica:
- cerkiew św. Apostoła Jana Teologa w Mostowlanach – parafialna
- cerkiew Zmartwychwstania Pańskiego w Bobrownikach – filialna
- kaplica Świętych Kosmy i Damiana w Mostowlanach – cmentarna

## Zasięg terytorialny
Parafia liczy około 300 wiernych, zamieszkujących Mostowlany, Bobrowniki, Chomontowce, Dublany, Gobiaty, Narejki, Jaryłówkę, Skroblaki, Świsłoczany, Wierobie, Zubki i Zubry.

## Historia
Nazwa miejscowości przypuszczalnie pochodzi od mostu na rzece Świsłocz. Wieś była ważnym punktem na drogach z Grodna i Wołkowyska do Korony.
Z zachowanych źródeł wynika, iż pod koniec XVI wieku w Mostowlanach istniała drewniana cerkiewka, która była filią parafii prawosławnej w Jałówce. Na początku XVII wieku parafia i podległe jej filie zostały zabrane prawosławiu i przekazane unitom, a wierni siłą nakłaniani do przejścia wiary unickiej. Opór wiernych był bardzo silny. W tym okresie wielu wiernych poniosło męczeńską śmierć za wiarę prawosławną. Istnieją informacje, że budynek nowej cerkwi fundowała w 1791 właścicielka dóbr Bułharynowa.
W 1839 w Mostowlanach istniała już samodzielna parafia, która powróciła do prawosławia. Rozległość parafii i zapewne ciasnota w istniejącej cerkwi w Jałówce, była powodem utworzenia w Mostowlanach samodzielnej parafii. Należy przypuszczać, że było to w pierwszej połowie XIX wieku. Cerkiew wybudowana w 1791 spłonęła w 1841 i parafianie wybudowali tymczasową cerkiew w 1843.
W 1861 rozpoczęto budowę nowej cerkwi pod wezwaniem św. Jana Teologa (istnieje obecnie) ze stojącą samodzielnie dzwonnicą. Pod koniec XIX wieku parafia składała się z 11 wiosek (Mostowlany, Bursowszczyzna, Wierobie, Grzybowce, Dublany, Zubki, Zubry, Kołosy, Świsłoczany, Skroblaki, Straszewo) i należało do niej ponad 3200 wiernych. Oprócz szkoły ludowej w Mostowlanach na terenie parafii istniały 3 szkoły cerkiewne (w Straszewie, Grzybowcach i Skroblakach). Na początku XX wieku cerkiew rozbudowano. Parafia podlegała diecezji grodzieńskiej. 
W 1915 miała miejsce ewakuacja ludności prawosławnej w głąb Rosji w obliczu zbliżającego się frontu. Powroty ludności miały miejsce po 1919.
Po II wojnie powstanie granicy na rzece Świsłocz i zamknięcie tradycyjnych szlaków z zachodu na wschód przyczyniło się do powolnego upadku miejscowości i – w konsekwencji – spadku liczby parafian.
W dniu 15 lutego 1995, około godz. 12:00 w Mostowlanach wydarzył się tragiczny wypadek. Spłonęła plebania, a w niej wieloletni proboszcz parafii Św. Ap. Jana Teologa Ks. protojerej mitrat Anatol Mielniczek i jego małżonka Matuszka Helena Mielniczek. Ks. Anatol wraz z Matuszką Heleną zostali pochowani w Mostowlanach przy cerkwi dla której służył przez wiele lat.

## Proboszczowie
- 1837–1851 – ks. Mikołaj Szumowicz
- 1851–1855 – ks. Justynian Koncewicz
- 1859–1867 – ks. Łukjan Romanowicz
- 1867–1892 – ks. Stefan Babulewicz
- 1902–? – ks. Aleksander Żelazowski
- 1921–1926 – ks. Mateusz Petelski
- 1926–1930 – ks. Jan Wasiljew
- 1930–1931 – ks. Joil Sosnowski
- 1932–1961 – ks. Anatol Kasperski
- 1961–1994 – ks. Anatol Mielniczek
- 1994–2004 – ks. Aleksander Dobosz
- 2004–2013 – ks. Roman Kiszycki
- od 15.08.2013 – ks. Sławomir Jakimiuk[3]

## Galeria

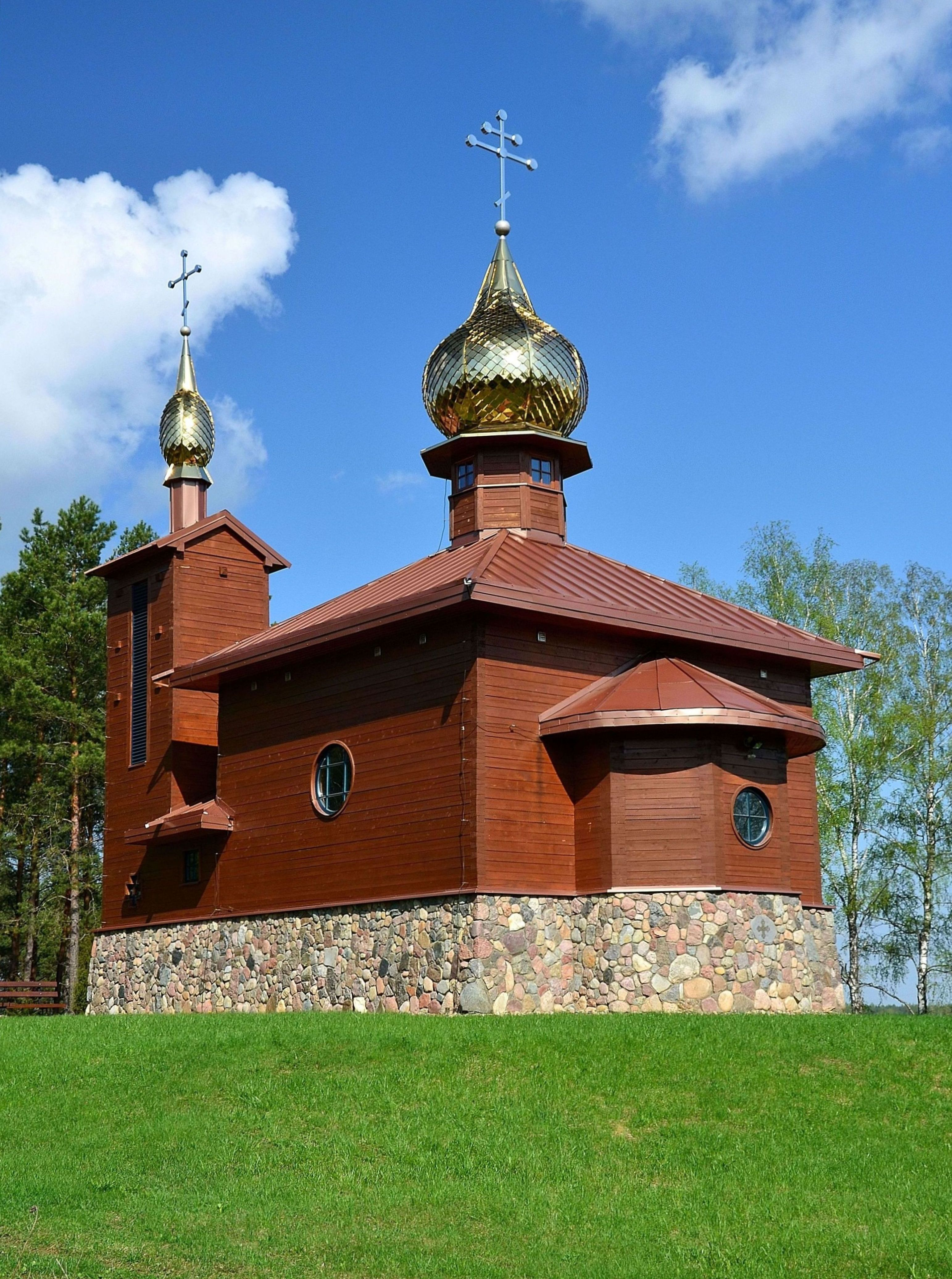
Cerkiew filialna Zmartwychwstania Pańskiego w Bobrownikach
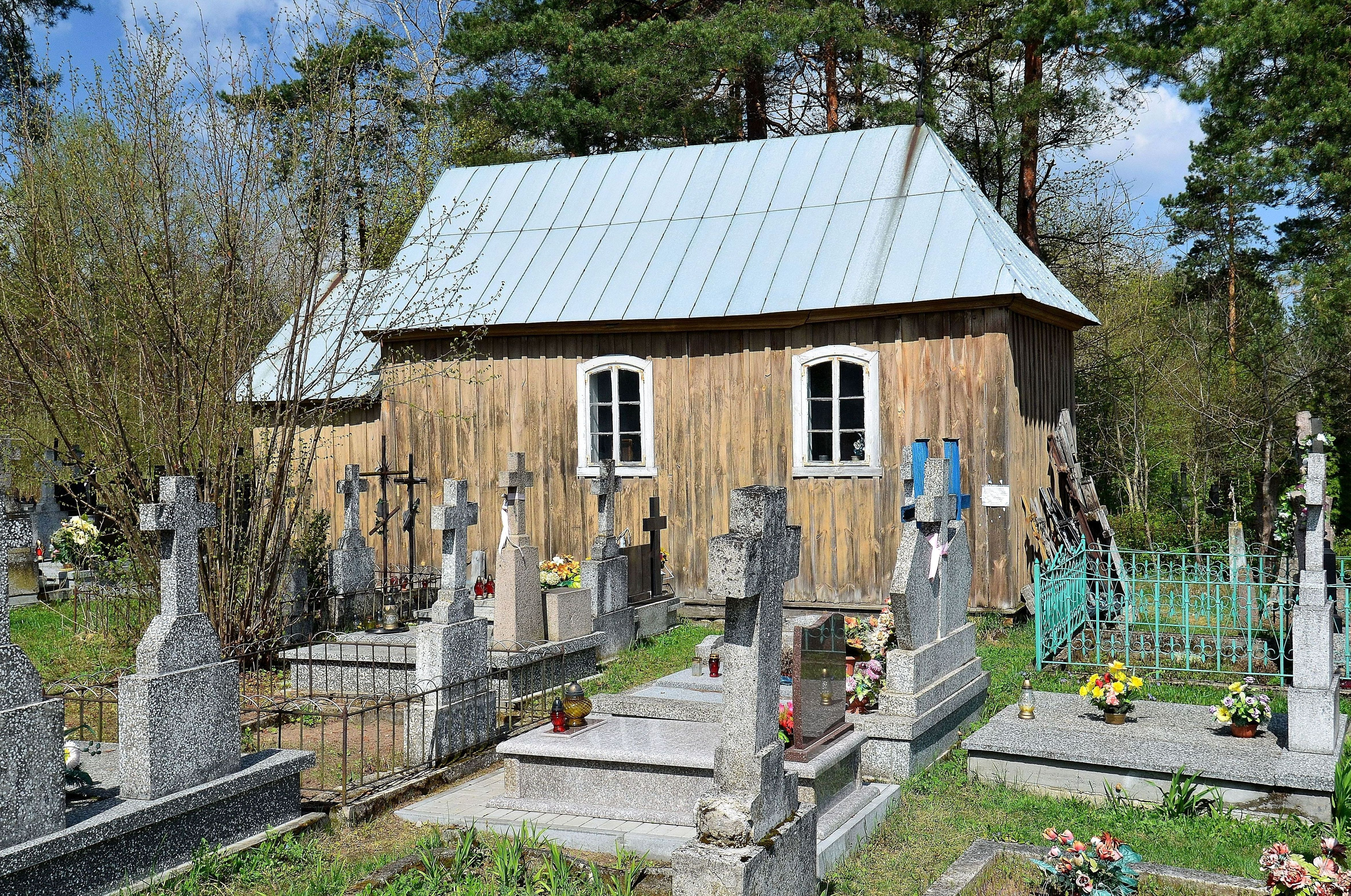
Kaplica cmentarna Świętych Kosmy i Damiana w Mostowlanach